# Elias Smith Dennis
Pour les articles homonymes, voir Dennis.
Elias Smith Dennis (né le 4 décembre 1812 à Newburgh, État de New York, et décédé le 17 décembre 1894 à Carlyle, État de l'Illinois) est un major général breveté de l'Union. Il est enterré à Carlyle.

## Avant la guerre
Elias Smith Dennis grandit à Long Island. Après être parti pour Carlyle en Illinois, il épouse Mary D. Slade alors veuve,. Il dirige un moulin à blé.
Il est élu à la chambre des représentants de l'Illinois entre 1842 et 1844. De 1846 à 1848, il est sénateur de l'État de l'Illinois et participe à la quinzième assemblée générale.
En 1857, le président Buchanan le nomme US Marshal de l'État du Kansas. 

## Guerre de Sécession
Elias Smith Dennis quitte son poste de marshal du Kansas et est nommé lieutenant-colonel du 30th Illinois Infantry le 28 août 1861. Il participe à la bataille de Fort Donelson.
Il est promu colonel le 1er mai 1862. Il est nommé brigadier général des volontaires le 29 novembre 1862. Il participe à la campagne de Vicksburg.
En avril 1863, il participe à la bataille de Port Gibson dans l'État du Mississippi, puis à la bataille de Raymond. Il commande le district du nord-est de Louisiane. 
Il est breveté major général des volontaires le 13 avril 1865 pour bravoure et service méritant pendant les opérations devant Mobile.
Charles A. Dana le décrit ainsi : 

« il est têtu, travaillant dur, un homme conscientieux, qui ne sait jamais quand il est battu, et donc qui est très difficile à battre. Il n'est pas brillant, mais prudent, sûr et digne de confiance. »

## Après la guerre
Ellias Smith Dennis quitte le service actif des volontaires le 24 août 1865. Il partage son temps entre l'Illinois et la Louisiane où il sert en tant que shérif d'un comté. Si en premier lieu, il est détesté par la population de Madison Parish, ses actes montrent qu'il n'est pas un carpetbagger et gagne finalement la confiance de la population. Il est alors élu juge de Parish en 1874, puis shérif en 1880. Il participe avec efficacité à la politique de reconstruction. Il se remarie avec Mary A. McFarland, une veuve propriétaire terrienne de Madison Parish et devient planteur.
En 1887, il retourne à Carlyle et meurt d'une pneumonie dans l'anonymat.